# Jan Bang

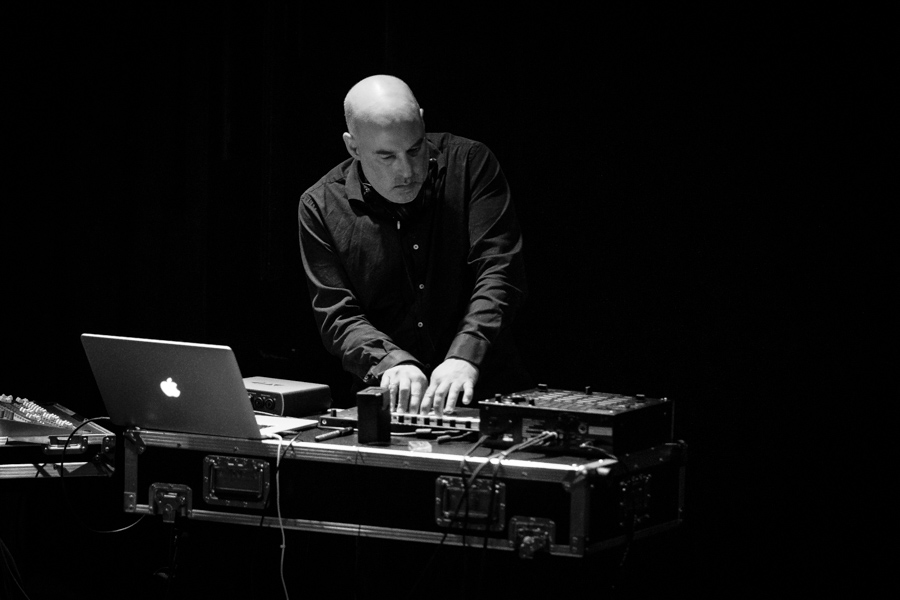
Jan Bang (2019)
Bild: Tore Sætre

Jan Bang (* 21. August 1968 in Kristiansand) ist ein norwegischer Musiker, DJ und Plattenproduzent. Bangs Spezialgebiet sind Programmierung und Livesampling.

## Leben und Wirken
Ende der 1980er Jahre spielte Bang zusammen mit Erik Honoré in der Formation Woodlands, die 1988 ein Album gleichen Namens herausgab. Sein Solodebüt gab er 1989 mit dem Album Frozen Feelings auf dem Morten Harket und Sidsel Endresen als Gastvokalisten auftraten. Es folgten einige Arbeiten als Produzent für norwegische Künstler wie Bertine Zetlitz oder Bel Canto, bevor er 1998 sein zweites Soloalbum Pop Killer veröffentlichte. Auch hier arbeitete er wieder mit renommierten Gastmusikern, unter ihnen Nils Petter Molvær, Bugge Wesseltoft und Arild Andersen. Auf dem Album – das 1999 in der Kategorie Dance für den Spellemannprisen nominiert war – mischt Bang House, Jazz und Pop.
Zwei Jahre später schließt er sich erneut mit Erik Honoré zusammen. Die beiden veröffentlichen in der Folge zwei Alben an der Grenze zwischen Jazz, Elektronika und zeitgenössischer Musik. Auf Birth Wish (2000) arbeiten Bang und Honoré mit den Jazzmusikern Arve Henriksen und Christian Wallumrød zusammen. Das 2001 herausgegebene Going Nine Ways From Wednesday ist eine Zusammenarbeit mit dem Dichter und Schriftsteller Nils Christian Moe-Repstad und der Sängerin Anne Marie Almedal von Velvet Belly. Daneben schrieb Bang die Musik zum Film Ballen i øyet (2000).
In den folgenden Jahren war Bang unter anderem mit Dhafer Youssef zu hören. 2004 wurde er mit dem Gammleng-Preis in der Kategorie „Studio“ ausgezeichnet. 2005 gründet er – wiederum zusammen mit Erik Honoré – das Punkt-Festival. Das jährlich in Kristiansand stattfindende Ereignis soll eine Plattform für experimentelle Musik sein und Musikern aus aller Welt die Möglichkeit zum Erfahrungsaustausch geben. 2010 erschien ein weiteres Album unter eigenem Namen, ....and poppies from Kandahar (SamadhiSound, 2010), an dem Arve Henriksen, Nils Petter Molvær, Bugge Wesseltoft, Eivind Aarset, Sidsel Endresen und Erik Honoré mitwirkten. Mit Henriksen, Honoré, Tigran Hamasyan und Robert Jürjendal komponierte er die Filmmusik zum Spielfilm Victoria (2013) der Regisseurin Torun Lian, die von Gaute Storaas orchestriert wurde.

## Diskographie (Auswahl)
- Dark Star Safari: Walk Through Lightly (Arjunamusic, 2021, mit Erik Honoré, Arve Henriksen, Samuel Rohrer, John Derek Bishop)
- Narratives from the Subtropics (Jazzland Rec, 2013)
- Jan Bang, Erik Honoré, Gaute Storaas, Arve Henriksen: Knut Hamsun's Victoria (Filmmusik / Jazzland Rec, 2013)
- Jan Bang/Erik Honoré: Uncommon Deities (2012)
- …And Poppies From Kandahar (Samadhisound, 2010)
- Jon Hassell: Last Night the Moon Came Dropping Its Clothes in the Street (ECM, 2008)
- Going Nine Ways From Wednesday (Pan m Records, 2001)
- Birth Wish (Pan m Records, 2000)
- Pop Killer (Virgin, 1998)
- Frozen feelings (CBS, 1989); der Titel-Song ist die Filmmusik im Abspann des isländischen Films Foxtrot (1988; Regie: Jón Tryggvason)
- Woodlands (T23, 1988)